# Завадівська сільська рада (Володарський район)
| Завадівська сільська рада — колишній орган місцевого самоврядування у Володарському районі Київської області з адміністративним центром у с. Завадівка. Історична дата утворення: в 1923 році. Водоймища на території, підпорядкованій даній раді: річки Рось, Рогозянка. Сільській раді були підпорядковані населені пункти: - с. Завадівка - с. Дружба |

## Склад ради
Рада складалася з 14 депутатів та голови.

### Керівний склад ради
| ПІБ                        | Основні відомості                                                                  | Дата обрання | Дата звільнення |
| -------------------------- | ---------------------------------------------------------------------------------- | ------------ | --------------- |
| Надрудна Людмила Іванівна  | Сільський голова, 1963 року народження, освіта, член Соціалістичної партії України | 26.03.2006   | 31.10.2010      |
| Шкуренко Сергій Леонідович | Сільський голова, 1973 року народження, освіта вища                                | 31.10.2010   |                 |

Примітка: таблиця складена за даними джерела